# (37396) 2001 XM42
2001 XM42 (asteroide 37396) é um asteroide da cintura principal. Possui uma excentricidade de 0.15268940 e uma inclinação de 8.30587º.
Este asteroide foi descoberto no dia 9 de dezembro de 2001 por LINEAR em Socorro.